# Selamlik

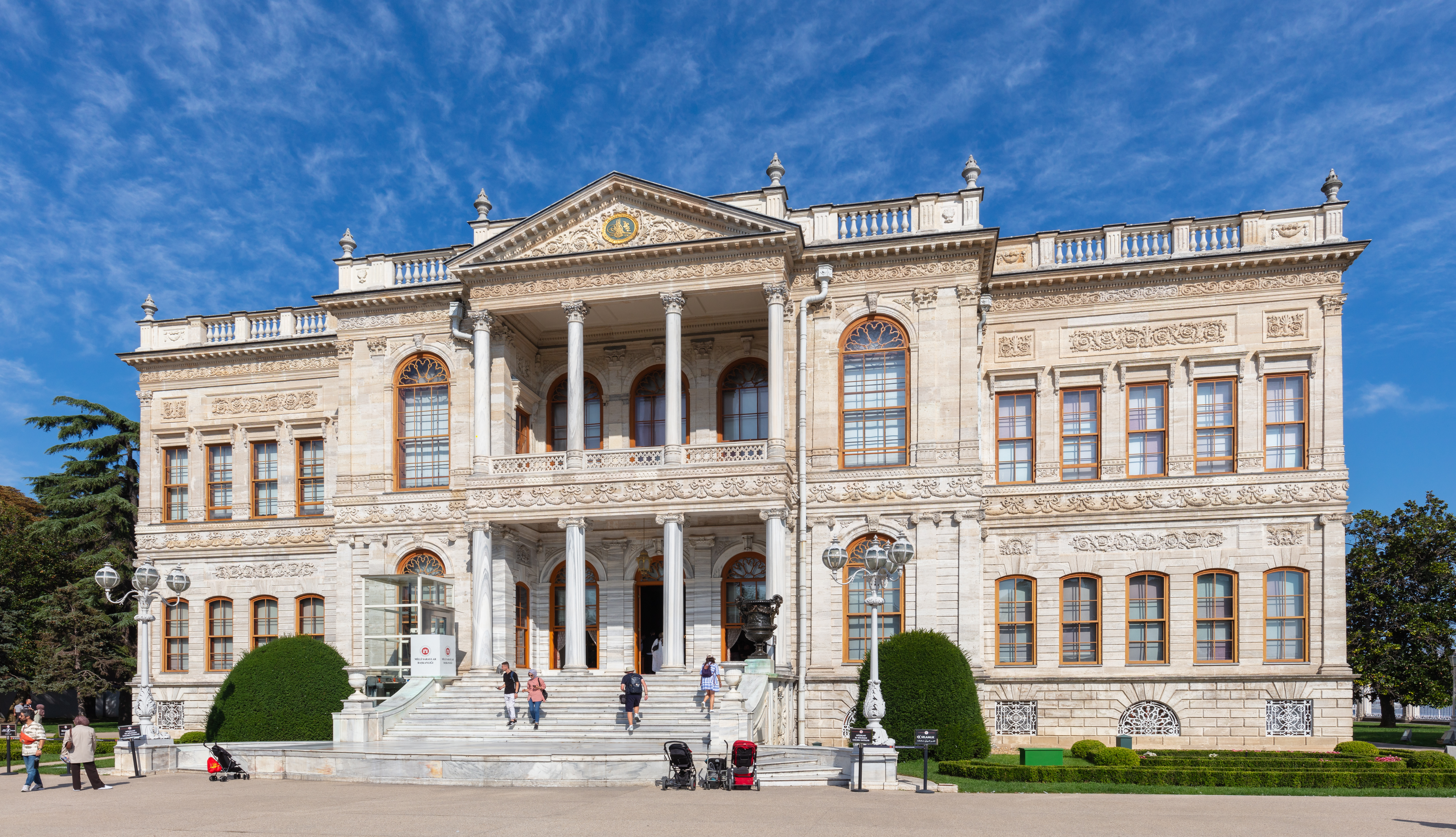
Vista esterna del Selamlık del Palazzo di Dolmabahçe

Il selamlik (in lingua turca selamlık) è la porzione di un palazzo o casa turchi riservata agli uomini, in contrapposizione con il serraglio riservato alle donne e vietato agli uomini.
Il selamlik è anche una parte della casa riservata agli ospiti (dalla radice della parola Selam, "saluto"), simili agli andronites (cortile degli uomini) nella Grecia antica, dove venivano accolti gli ospiti dai maschi della famiglia. l'harem era la parte riservata alla famiglia dove alloggiavano le donne, mogli e concubine, ed i bambini oltre alla servitù. Era sotto il governo della valide sultan (madre del sultano) e controllato dagli eunuchi.